# Fokker D.II

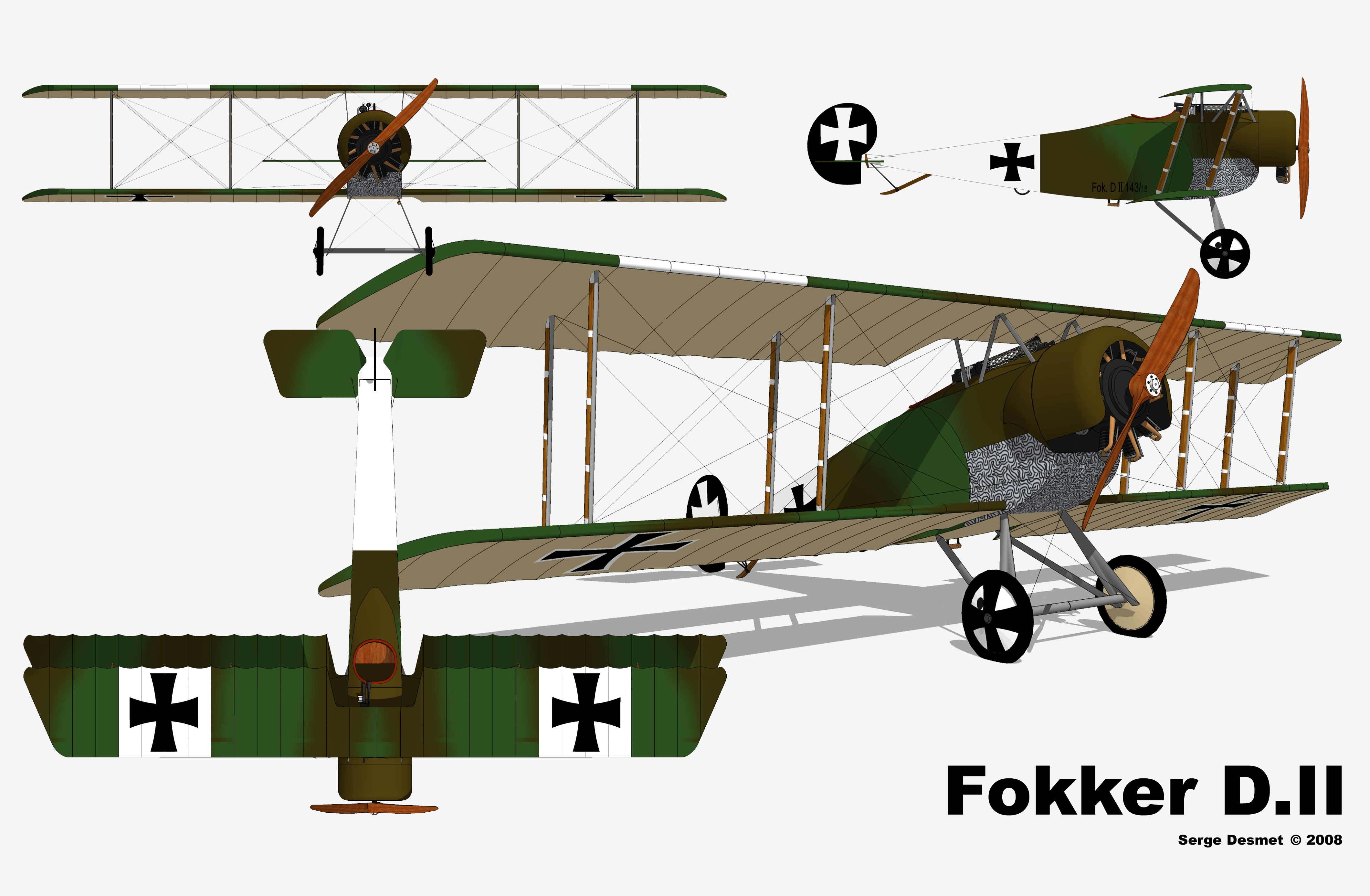
Una ricostruzione virtuale dell'aspetto di un D.II.

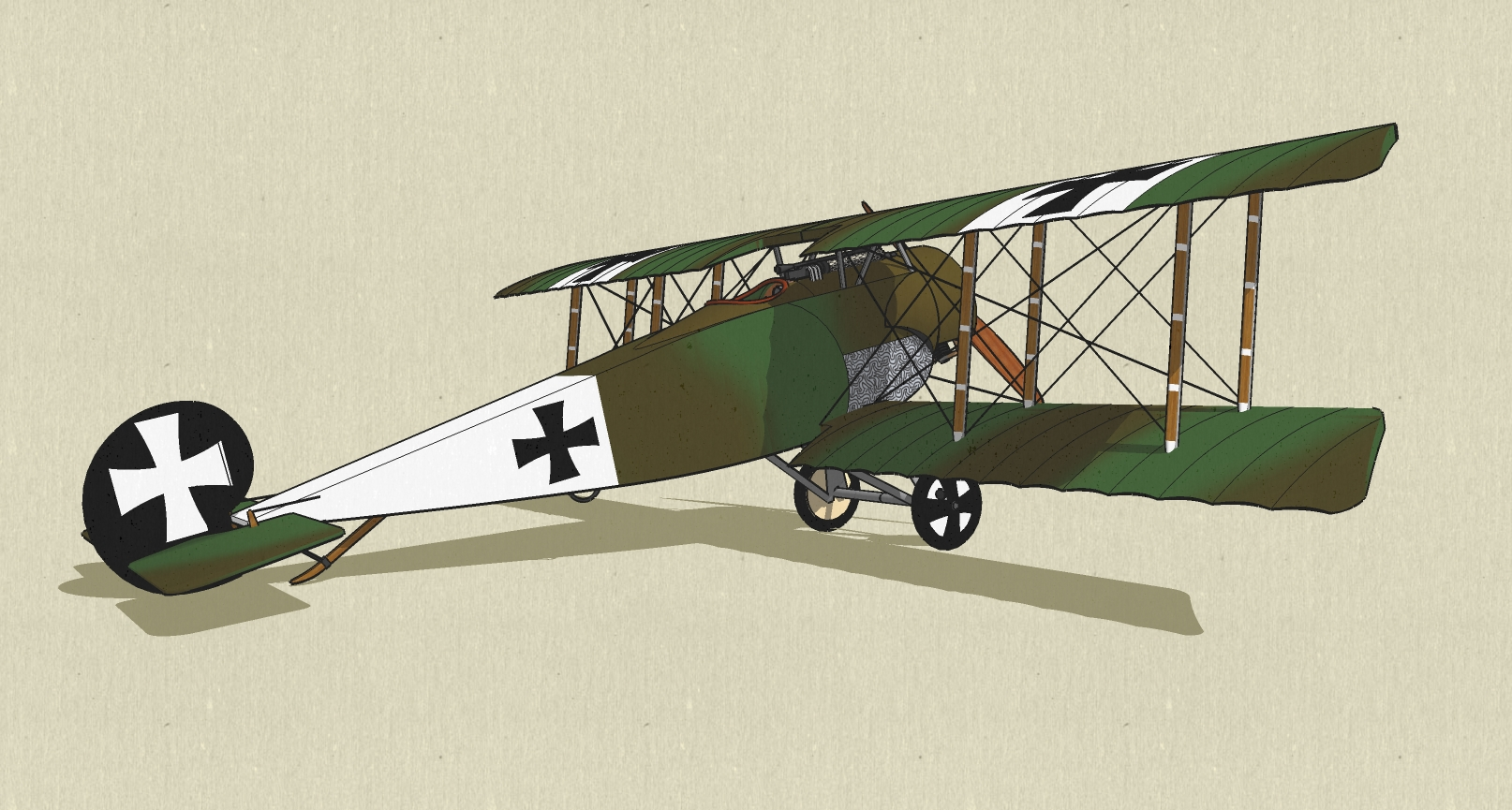
Vista laterale posteriore virtuale dell'aspetto di un D.II.

Il Fokker D.II era un caccia biplano prodotto dall'allora tedesco imperiale Fokker-Fluzeugwerke negli anni dieci del XX secolo ed utilizzato dalla Luftstreitkräfte durante la prima guerra mondiale.

## Storia del progetto
Il D.II venne ideato per rispondere all'esigenza da parte della Luftstreitkräfte di dotarsi di un nuovo velivolo da combattimento per sostituire l'oramai superato monoplano Fokker E.III.
Progettato da Martin Kreutzer come sviluppo del prototipo M.17, dal quale si differenziava per la maggiore apertura alare che introdusse la necessità del raddoppio dei montanti alari ed una fusoliera più stretta. Portato in volo per la prima volta nel gennaio 1916 non risultò però più prestante del modello che doveva sostituire. A causa dell'adozione del motore rotativo Oberursel U.I, copia tedesca del più celebre Gnome Monosoupape di costruzione francese, disponendo di solo 100 CV rendeva il velivolo sottopotenziato benché non fosse eccessivamente appesantito dalla dotazione, come armamento offensivo, di una sola mitragliatrice da 7,92 mm.
Tuttavia, a causa delle carenza di velivoli necessari a sostenere lo sforzo bellico il D.II venne comunque ordinato e prodotto in 177 esemplari entrando in servizio nel luglio 1916.

## Tecnica
Il Fokker D.II aveva un aspetto classico; biplano, monomotore e monoposto. La fusoliera, di sezione rettangolare, era dotata di un singolo abitacolo aperto e terminava in un impennaggio classico monoderiva di forma circolare e dotato di piani orizzontali completamente mobili che integravano le funzioni degli equilibratori. La configurazione alare era biplana con ala superiore ed inferiore di ugual misura, quest'ultima leggermente spostata verso coda, collegate tra loro da due coppie di montanti per lato ed integrate da tiranti in filo d'acciaio.
Il carrello d'atterraggio era fisso, molto semplice, montato su una struttura tubolare al di sotto della fusoliera, dotato di ruote di grande diametro collegate da un asse rigido ed integrato posteriormente con un pattino d'appoggio. La propulsione era affidata ad un motore montato sul muso, un rotativo Oberursel U.I, copia tedesca del più celebre Gnome Monosoupape di costruzione francese, capace di erogare 100 CV (73,5 kW) ed abbinato ad un'elica bipala in legno a passo fisso. L'armamento consisteva in una mitragliatrice LMG 08/15 da 7,92 mm posta davanti all'abitacolo che, sincronizzata, consentiva di sparare senza conseguenze attraverso il disco dell'elica.

## Impiego operativo
Al momento della sua introduzione, nel luglio 1916, si rivelò comunque leggermente più efficace dei Fokker monoplani ma venne velocemente superato in prestazioni dall'Aviation militaire francese dotata dei Nieuport 11 e 17. Alcuni esemplari vennero utilizzati dalle Kampfeinsitzerkommandos ed inizialmente alla Jagdstaffeln che li affiancò agli Halberstadt D.II di cui erano dotati, venendo però velocemente scartati quando divennero disponibili i nuovi caccia Albatros D-Typ. Già nel settembre 1917 nessun Fokker D.II risultava più in servizio operativo.
Il modello prestò inoltre servizio nei reparti aerei (Fliegertruppe) dell'Esercito svizzero. La Svizzera lo sequestrò ad un pilota tedesco costretto ad un atterraggio di fortuna il 13 ottobre 1916 su un terreno a Bettlach. A quella data il Fokker D.II divenne il più avanzato aereo da guerra a disposizione delle forze armate elvetiche e la commissione incaricata dello studio del velivolo scoprì il dispositivo di sincronizzazione ed il suo funzionamento fino ad allora sconosciuto ai vertici militari svizzeri. Il velivolo rimase in servizio fino al 1921.

## Utilizzatori
Germania
- Luftstreitkräfte

 Svizzera
- Esercito svizzero
  - Fliegertruppe

### Pubblicazioni
- (DE) Hugo Freudiger, Schweizer Luftwaffe - Militärische Kennungen (PDF), in Forze aeree svizzere, 18 novembre 2013. URL consultato il 29 novembre 2013 (archiviato dall'url originale il 3 dicembre 2013).